# Hymenopterites
Hymenopterites is een uitgestorven geslacht van wantsen uit de familie van de Reduviidae (Roofwantsen). Het geslacht werd voor het eerst wetenschappelijk beschreven door Oswald Heer in 1870.

## Soorten
Het genus is monotypisch en bevat alleen de volgende soort:

- Hymenopterites deperditus Heer, 1870